# Bucht von Tallinn
Die Bucht von Tallinn (estnisch Tallinna laht) ist eine Bucht in Estland an der Südküste des Finnischen Meerbusens. Die estnische Hauptstadt Tallinn liegt an der Südküste der Bucht.
Die Bucht von Tallinn selbst ist in mehrere Teile unterteilt: Kleine Bucht Tallinn (estnisch Tallinna Reid), Bucht von Kopli, Bucht von Kakumäe und Bucht von Paljassaare. Die Inseln Naissaar und Aegna grenzen im Norden an die Bucht, im Osten an die Halbinsel Viimsi.
Das Uferwasser ist flach, fällt aber bald steil ab. Durch diesen steilen Hang ist ein guter Wasseraustausch mit den Gewässern des Finnischen Meerbusens möglich. Die Bucht von Tallinn ist eine der tiefsten Buchten Estlands. Die maximale Tiefe beträgt ca. 100 m.
Die Altstadt liegt in der Nähe der geschützten Bucht von Tallinn, die ein natürlicher Hafen und der wichtigste Passagierhafen des Landes ist. Der Hafen von Paljassaare und der Hafen von Bekker an der Bucht von Kopli dienen dem Güterverkehr. Es gibt vier öffentliche Strände an der Küste: Pirita, Stroomi, Kakumäe und Pikakari.